# Bodelwyddan Castle
Bodelwyddan Castle (walisisk: Castell Bodelwyddan) er en middelalderborg, der ligger tæt ved landsbyen Bodelwyddan, nær Rhyl, Denbighshire i Wales. Den blev opført omkring 1460 af Humphreys-familien fra Anglesey. Williams-Wynn-familien ejede den i omkring 200 år fra 1690.
I 1805 blev den ombygget, og igen i 1830 og 1832. Den har været listed building af anden grad siden 1962 som "gotisk borgstil i 1800-tallet".
Bodelwyddan Castle har været åben for offentligheden som historisk hjem, men i midten af 2019 blev det sat til salg, og lukket for publikum.
I august 2019 blev jorden omkring også lukket, mens det nærliggende hotel, der drives uafhængigt, blev ikke påvirket.